# Cixius desertorum
Cixius desertorum är en insektsart som först beskrevs av Becker 1865.  Cixius desertorum ingår i släktet Cixius och familjen kilstritar. Inga underarter finns listade i Catalogue of Life.